# Belarusfilm

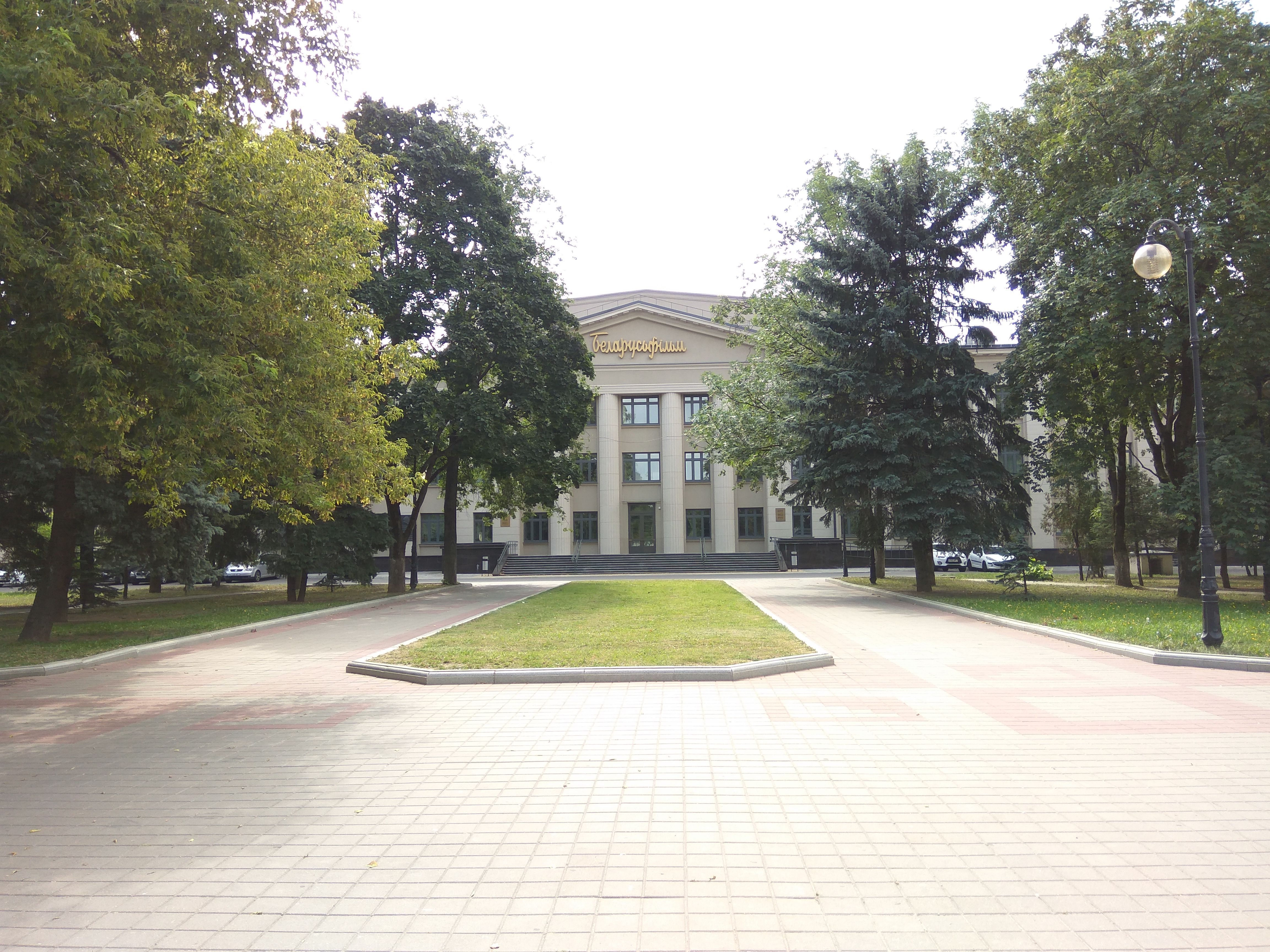
Siège social de BelarusFilm à Minsk

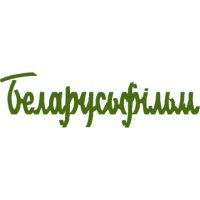

Belarusfilm (en biélorusse : Беларусьфільм, en russe : Беларусьфильм) est le principal studio de cinéma de Biélorussie.

## Historique
Son historique comporte plusieurs étapes :
Le gouvernement de la République socialiste soviétique de Biélorussie décida
le 17 décembre 1924 d'organiser sa propre production cinématographique et de créer à cet effet un département spécial « Belgoskino » à Minsk. Le studio, maintenant disparu, était situé à l'intersection de la rue Karl Marx (be) et de la rue Lénine (be) 
À partir du printemps 1925, une organisation complexe réserva la production de films d'actualités au studio de Minsk tandis que, de 1926 à 1927, les longs métrages étaient tournés dans des studios de Moscou et de Leningrad et leurs extérieurs sur le territoire de la Biélorussie.
En 1928, une autre organisation fut créée à Leningrad sous la dénomination Soviet Belarus studio (Савецкая Беларусь) avant que ses activités ne soient transférées à Minsk en 1939. La production cinématographique a été interrompue par la guerre et a redémarré en 1946, lorsque le studio a pris sa dénomination actuelle.
Pendant la période soviétique, le studio a été surnommé « Partizanfilm », en raison de la production d'un grand nombre de films dépeignant la lutte des partisans soviétiques à l'encontre des occupants nazis.
Le studio est également reconnu pour ses films pour enfants et a produit plus de 130 films d'animation.

## Sélection de films produits chez Belarusfilm

### Union soviétique
- 1934 : Le Lieutenant Kijé (Поручик Киже) d'Alexandre Feinzimmer
- 1936 : Les Chercheurs de bonheur (Искатели счастья, Iskateli schastya) de Vladimir Korch (ru) et Joseph Chapiro (ru)
- 1973 : La Dague (Кортик, Kortik) de Nikolaï Kalinine (ru)
- 1974 : L'Oiseau de bronze (Бронзовая птица, Bronzovaya ptitsa) de Nikolaï Kalinine
- 1975 : Les Aventures de Bouratino de Leonid Netchaïev
- 1977 : À propos du Petit Chaperon rouge de Leonid Netchaïev
- 1980 : La Chasse sauvage du roi Stakh réalisé par Valeri Roubintchik
- 1985 : Requiem pour un massacre d'Elem Klimov

### Biélorussie
- 1993 Az vozdam de Sergueï Raïevski
- 1993 Moi Ivan, toi Abraham de Yolande Zauberman
- 1995 Lato milosci
- 1996 From Hell to Hell
- 1997 Zeezicht
- 2003 Anastasia Slutskaya
- 2003 Babiy Yar
- 2003 Chernobyl Heart
- 2004 Dunechka
- 2004 On the Nameless Height
- 2006 Franz + Polina
- 2010 La Bataille de Brest-Litovsk d'Alexandre Kott
- 2010 Massacre
- 2012 Dans la brume de Sergei Loznitsa